# ریمند استورا
 ریمند استورا (انگلیسی: Raymond Stora؛ زاده ۱۸ سپتامبر ۱۹۳۰) یک فیزیک‌دان اهل فرانسه است.
وی همچنین برنده جوایزی همچون مدال ماکس پلانک شده است.